# Suurijärvi (sjö i Finland, Kymmenedalen, lat 60,63, long 27,08)
Suurijärvi är en sjö i Finland. Den ligger i kommunen Fredrikshamn i landskapet Kymmenedalen, i den södra delen av landet, 130 km öster om huvudstaden Helsingfors. Suurijärvi ligger 9,6 meter över havet. I omgivningarna runt Suurijärvi växer i huvudsak blandskog. Arean är 84,6 hektar och strandlinjen är 5,05 kilometer lång. Sjön  ingår i Summajokis huvudavrinningsområde. 
I Suurijärvi finns ön Kylmäsaari.